# Con beneficio d'inventario
Con beneficio d'inventario è una raccolta di saggi della scrittrice francese Marguerite Yourcenar, pubblicato per la prima volta nel 1962 ed ampliato nel 1978. Scritti tra il 1939 e il 1975, i sette testi spaziano tra la storia antica e la letteratura europea moderna, la critica d'arte e quella letteraria.

## Contenuto
- I volti della Storia nella Historia Augusta (1958)
- Il Poema tragico di Agrippa d'Aubigné (1960)
- Ah, mio bel castello! (1956 e 1961)
- La mente nera di Piranesi (1959, 1961)
- Selma Lagerlöf, narratrice epica (1975)
- Presentazione critica di Kostantinos Kavafis (1953, 1969)
- Umanesimo ed ermetismo in Thomas Mann (1955, 1956)

## Edizioni italiane
- Con beneficio d'inventario, traduzione di Fabrizio Ascari, NuovoPortico n.40, Milano, Bompiani, 1985,  p. 272, ISBN 978-88-452-1257-4. - Collana Saggi Tascabili, Bompiani, aprile 1993; Collana I Grandi Tascabili, Bompiani, 2023, ISBN 978-88-301-19901.